# Een begrafenis in Ornans
Een begrafenis in Ornans (Frans: Un enterrement à Ornans) is een schilderij van Gustave Courbet uit 1849-50. Het wordt algemeen beschouwd als een belangrijk keerpunt in de negentiende-eeuwse Franse kunst. Het schilderij laat een begrafenis zien in de geboorteplaats van Courbet, het kleine stadje Ornans. Het behandelt een gewone, provinciale begrafenis met opvallend realisme en op een schaal die traditioneel voorbehouden was aan historische of religieuze taferelen. Het werk werd tentoongesteld op de Parijse Salon in 1850 en veroorzaakte daar een schandaal omdat het de esthetische regels van de academische kunst ernstig schond. Sinds 1986 maakt het werk deel uit van de collectie van het Musée d'Orsay in Parijs.

## Voorstelling
In het midden van het schilderij is een open graf te zien met een schedel en botten langs de rand. Achter het graf zijn ongeveer veertig mensen levensgroot afgebeeld. Ze vormen een doorsnede van de bevolking van Ornans. Veel bewoners van het stadje, waaronder familieleden van Courbet, hebben voor de schilder model gestaan. De kliffen het Juragebergte rondom Ornans vormen het decor bij de scene.
Vier mannen met brede hoeden dragen de kist. Naast hen staat de koster in een wit koorhemd met het processiekruis in zijn handen, vergezeld van twee misdienaars. De priester in het zwarte koorgewaad spreekt het begrafenisgebed uit. Rechts van hem staan twee kerkdienaren in rode gewaden. De doodgraver knielt aan hun voeten voor het open graf. Aan de andere kant van het graf staan twee mannen die een kniebroek dragen, zoals gebruikelijk was tijdens de Franse Revolutie. Uiterst rechts staan de rouwende vrouwen, net als in de kerk gescheiden van de mannen. Voor hen, onderaan het schilderij, is een windhond afgebeeld.
Courbet maakte het schilderij, het grootste van zijn hele oeuvre, op de zolder van zijn ouderlijk huis in Ornans. Tal van andere schilderijen, waaronder Het atelier van de schilder, werden daar vervaardigd. Wegens de helling van het dak kon Courbet slechts op een stuk van het doek schilderen. De eerder gemaakte delen moest hij oprollen. In een brief aan zijn vriend, de kunstcriticus Champfleury, in februari-maart 1850 schreef hij hierover: “Je moet gek zijn om te werken in de omstandigheden waarin ik me bevind. Ik werk blind; Ik heb geen perspectief.(…) Tenslotte sta ik op dit moment op het punt om vijftig levensgrote figuren, met landschap en lucht als achtergrond, af te werken op een doek van zes meter lang en drie meter hoog“.

## Inspiratie
De aanleiding voor het maken van Een begrafenis in Ornans was waarschijnlijk een begrafenis die werkelijk plaatsgevonden heeft. Courbets grootvader Oudot stierf een jaar voor hij het schilderij maakte. Mogelijk speelden ook andere plechtigheden een rol, zoals de begrafenis van een familielid van Pierre-Joseph Proudhon, met wie de schilder bevriend was. Het ging Courbet niet om het afbeelden van een specifieke begrafenis. Champfleury schreef destijds: "Het stelt de dood van een burger voor die wordt begeleid naar zijn laatste rustplaats door andere burgers (...) Het heeft de schilder behaagd ons het huiselijk leven van een kleine stad te laten zien (...) Wat de vermeende lelijkheid van de stadsmensen betreft, daar is niets overdreven aan.”
In artistiek opzicht liet Courbet zich waarschijnlijk inspireren door zeventiende-eeuwse Nederlandse groepsportretten, zoals De magere compagnie (1637) van Frans Hals. Ook houtsneden uit de jaren dertig en veertig van de negentiende eeuw dienden hem tot voorbeeld, zoals Souvenir Mortuaire (1830), met links een verhoogd kruis en een grafdelver, en Degrés des Âges (1826), waarin individuen in een halve cirkel rond een sterfscène worden afgebeeld. In zijn donkere kleurgebruik is Courbet schatplichtig aan Spaanse meesters zoals Velazquez en Goya die hij in het Louvre had leren kennen.

## Interpretatie en ontvangst
Rond 1848 wilde Courbet in zijn werken gewone mensen op een realistische manier afbeelden. Door de bewoners van Ornans te schilderen op een schaal die voorheen voorbehouden was aan historieschilderijen, maakte Courbet op de Salon het belang van gewone plattelandsmensen duidelijk aan het Parijse publiek. De provocerende presentatie van een gewoon onderwerp op groot formaat leidde ertoe dat sommige critici het werk als een politiek statement zagen. Dit werd nog versterkt door de lineaire structuur van het schilderij. Courbet plaatste alle figuren naast elkaar, zoals in een fries. Elk persoon krijgt een relatief gelijke nadruk, waardoor de compositie van het schilderij anti-hiërarchisch is.
Een groot deel van de controverse rond Een begrafenis in Ornans concentreerde zich op de monumentale omvang ervan. Naast het formaat waren critici ontevreden over de lelijkheid van de personen op het schilderij. Ten slotte vonden ze de compositie druk, ongeorganiseerd en zonder duidelijk middelpunt. De kunsthistoricus Paul Mantz zorgde voor een positief geluid door te stellen dat “Een begrafenis in de moderne geschiedenis de zuilen van Hercules van het realisme zal zijn”.
Het doek werd, wegens de kritiek, geweigerd op de Wereldtentoonstelling van 1855. Courbet financierde daarop zijn eigen paviljoen aanAvenue Montaigne tegenover de ingang en exposeerde daar veertig van zijn schilderijen.
Tot 1881 was het schilderij in bezit van Juliette Courbet, zus van de schilder. In dat jaar schonk zij het aan de Franse staat en werd het in het Louvre tentoongesteld. In 1986 werd het overgebracht naar het Musée d'Orsay.

## Afbeeldingen

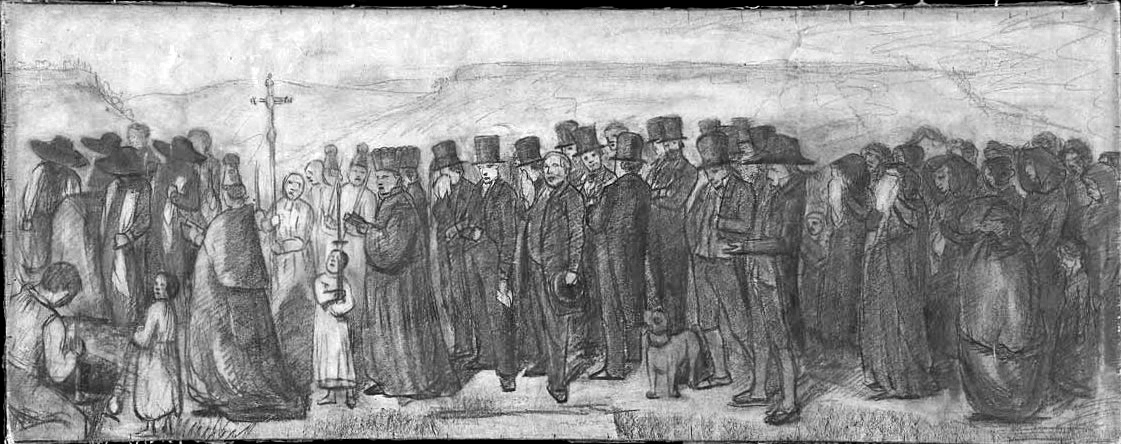
Voorbereidende schets (1849)
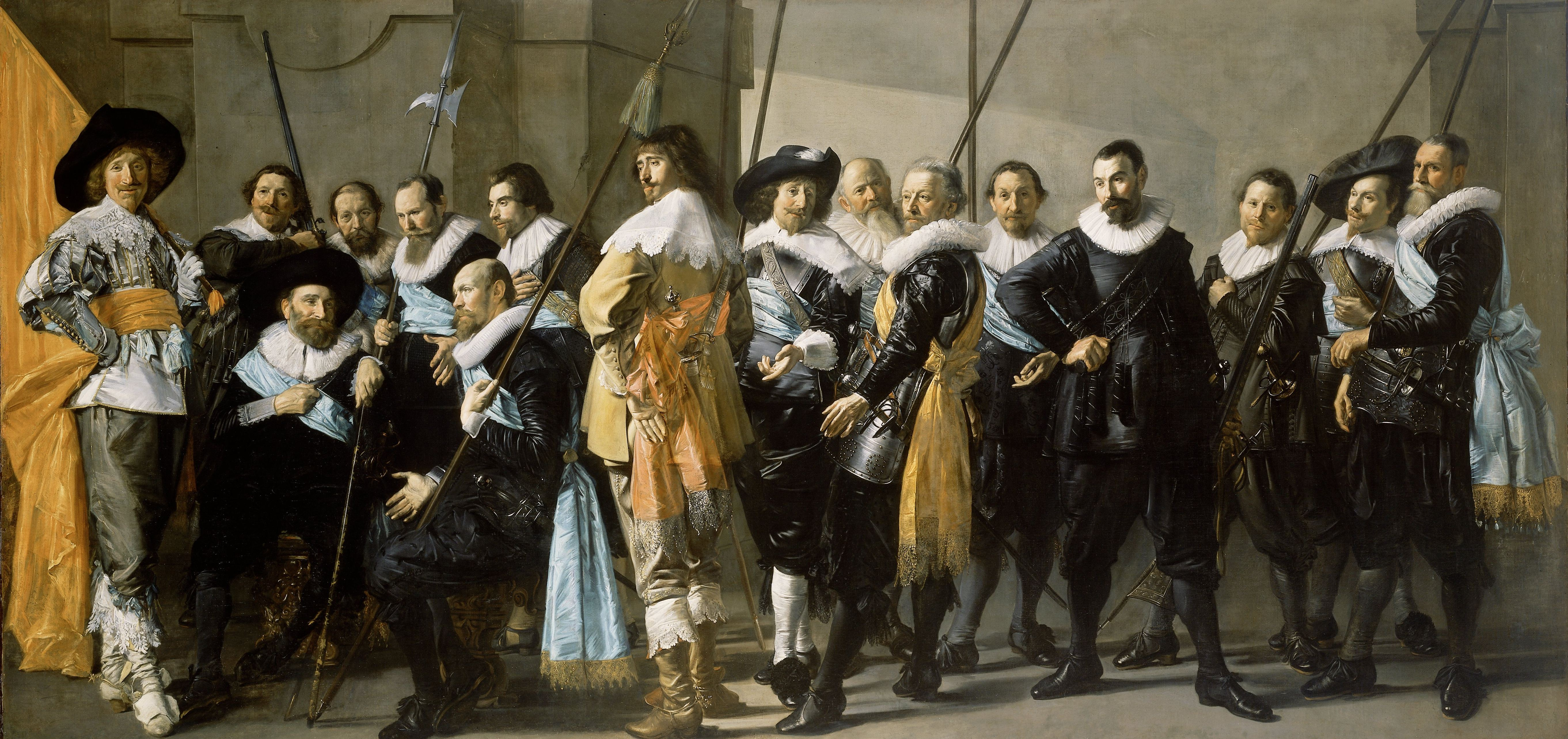
De magere compagnie - Frans Hals
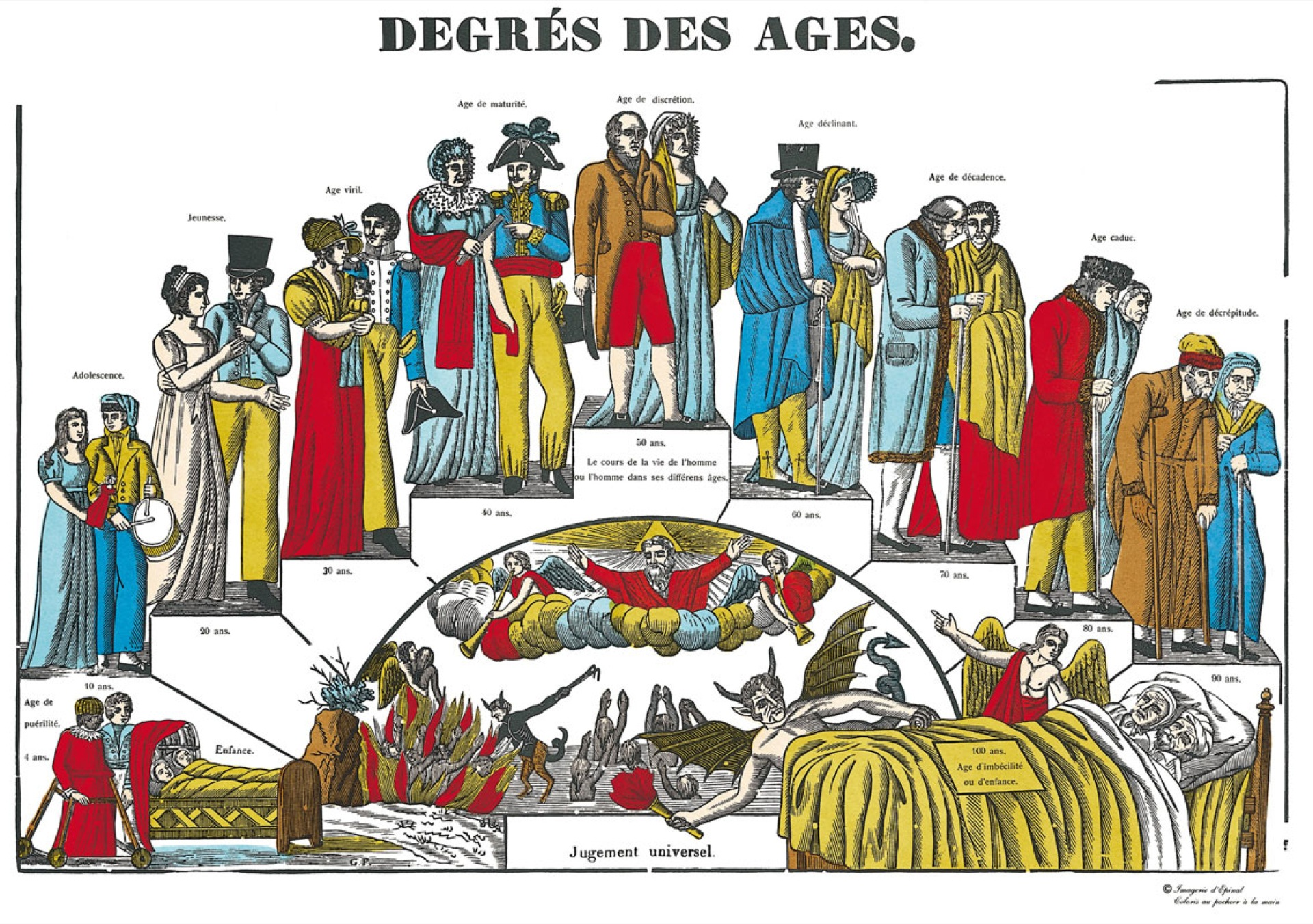
Degrés des âges (1826)